# 索羅米亞·庫舒尼卡

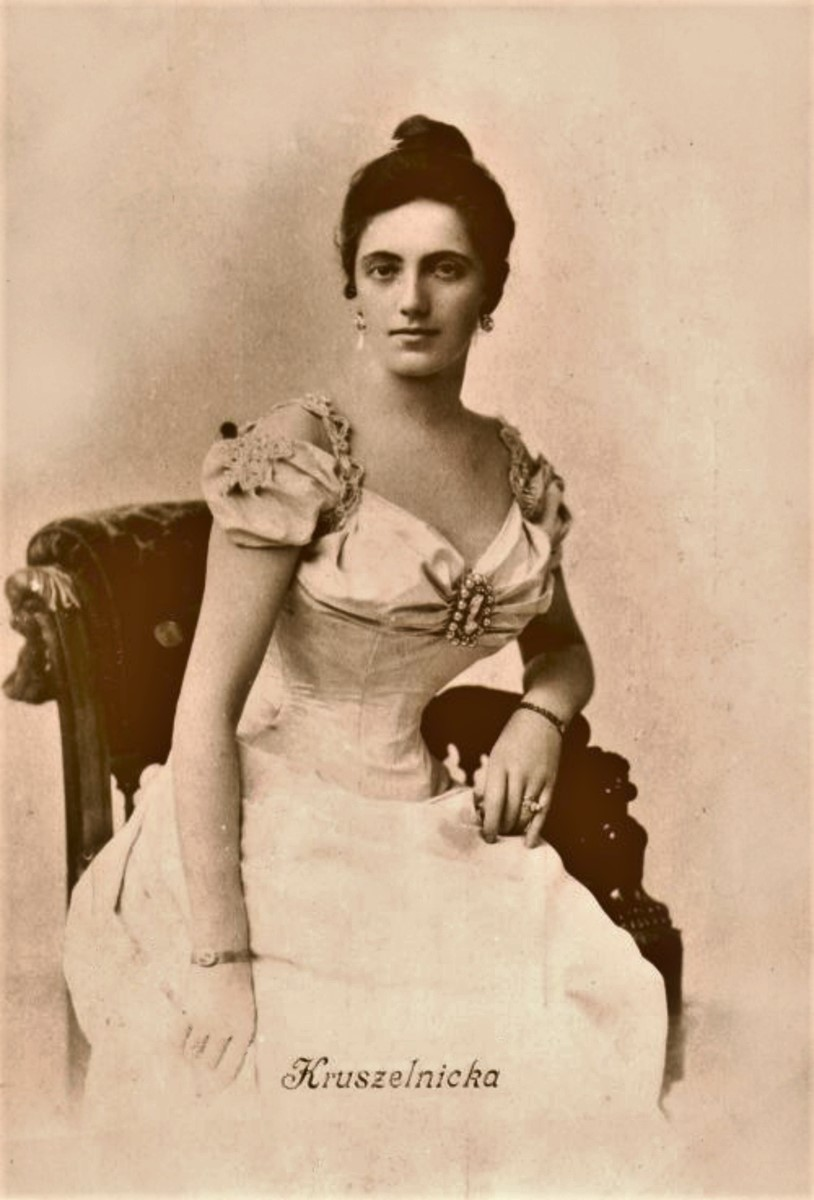
索羅米亞·庫舒尼卡

索羅米亞·阿姆夫羅西伊芙娜·庫舒尼卡（羅馬化：Solomiya Amvrosiivna Krushelnytska；1872年9月23日—1952年11月16日），乌克兰歌剧女高音歌唱家之一。

## 生活和事业
庫舒尼卡出生在奥匈帝国捷尔诺波尔西南方的一个村庄（今属乌克兰）中的一个牧师家庭。童年时家庭多次搬迁，使她从各个地方的村民口中学会了许多民谣。
1891她进入利沃夫学院，并于1893以优异成绩毕业。 毕业前她在利沃夫大剧院内上演葛塔诺·多尼采蒂作品宠姬中的女主人公Leonora使她成为了备受好评的年轻歌手。
在这不到10年后，索羅米亞·庫舒尼卡登上了欧美各地最高歌剧院，并成为票房保证。1904年她在布雷西亚挽救了贾科莫·普契尼的剧作《蝴蝶夫人》。
她在米兰每天6小时的进修包括了声乐课、表演课及学习新的语言和剧目。闲暇时间她则参观博物馆和历史遗址，出席歌剧和戏剧表演。

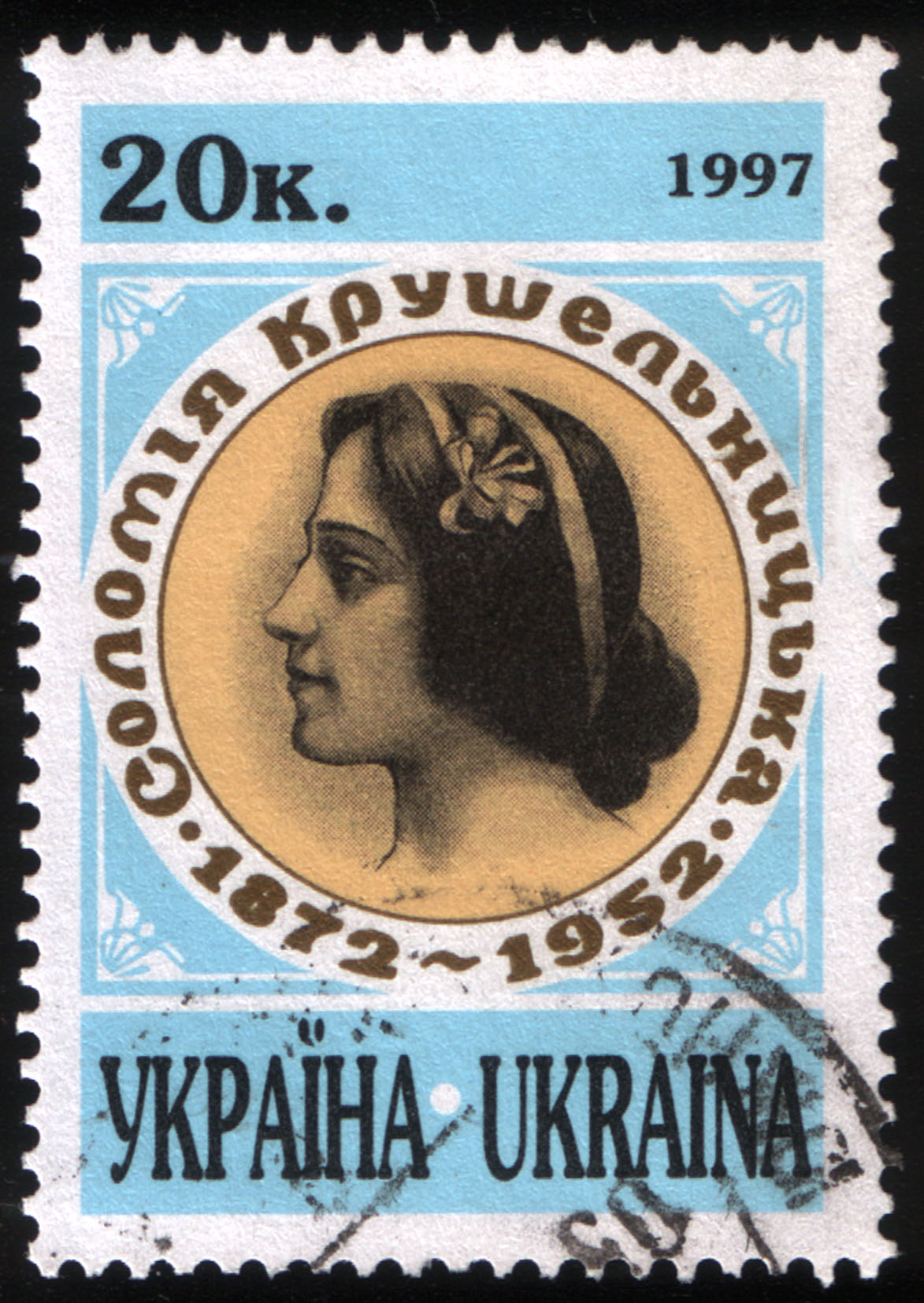
纪念庫舒尼卡的乌克兰邮票，1997。 (Michel № 219)

游历中，她能在一星期内唱四五出歌剧。在音乐史上，庫舒尼卡是理查德·瓦格纳及同时代诸多作曲家所著剧作的积极推动者。1902年，她在罗恩格林中的精彩演出赢得了巴黎人的心。1906年，理查德·施特劳斯所著莎乐美在庫舒尼卡及当时世界最著名指挥家阿图罗·托斯卡尼尼的精彩演绎下获得了米兰观众的钦佩。在欧洲、埃及、阿尔及利亚、阿根廷、巴西、智利和世界其他的剧院，她的演出都收获极佳的反响。
1910年，庫舒尼卡与意大利律师切萨雷结为夫妇。1920年，在她职业生涯的巅峰时离开了歌剧，三年后开始巡回演唱会。她八种语言的知识，让她在演唱会中包含许多国家的歌曲。
在1939年8月，她的丈夫去世后，庫舒尼卡离开了意大利，并返回利沃夫的住所。几个星期后，苏联军队进入当时纳粹的管辖区并国有化了她的住所。第二次世界大战后庫舒尼卡开始在利沃夫学院教课。1951年，她被授予乌克兰苏维埃知名艺术家，并于1952年晋升为教授。
1952年庫舒尼卡在利沃夫的住所内去世。

## 纪念
- 利沃夫歌剧芭蕾舞剧院冠以她的名字。[1] 。
- 她在利沃夫的出生地建成了一座博物馆。

## 资源
- Biography, photoalbum, sound clip of Ukrainian Opera Star Krushelnytska